# فنگ زمین
فنگ زمین (انگلیسی: Feng Zemin؛ زادهٔ ۱۸ ژانویهٔ ۱۹۵۸) کماندار اهل چین بود. وی در بازی‌های المپیک تابستانی ۱۹۸۴ شرکت کرده‌است.